# Oleg Gruszecki
Oleg Gruszecki (biał. Алег Грушэцкі, ur. 8 maja 1974 w Mińsku) – białoruski pisarz, publicysta, dziennikarz, działacz społeczny. Jeden z założycieli „Stowarzyszenia białoruskich skautów”.

## Życiorys

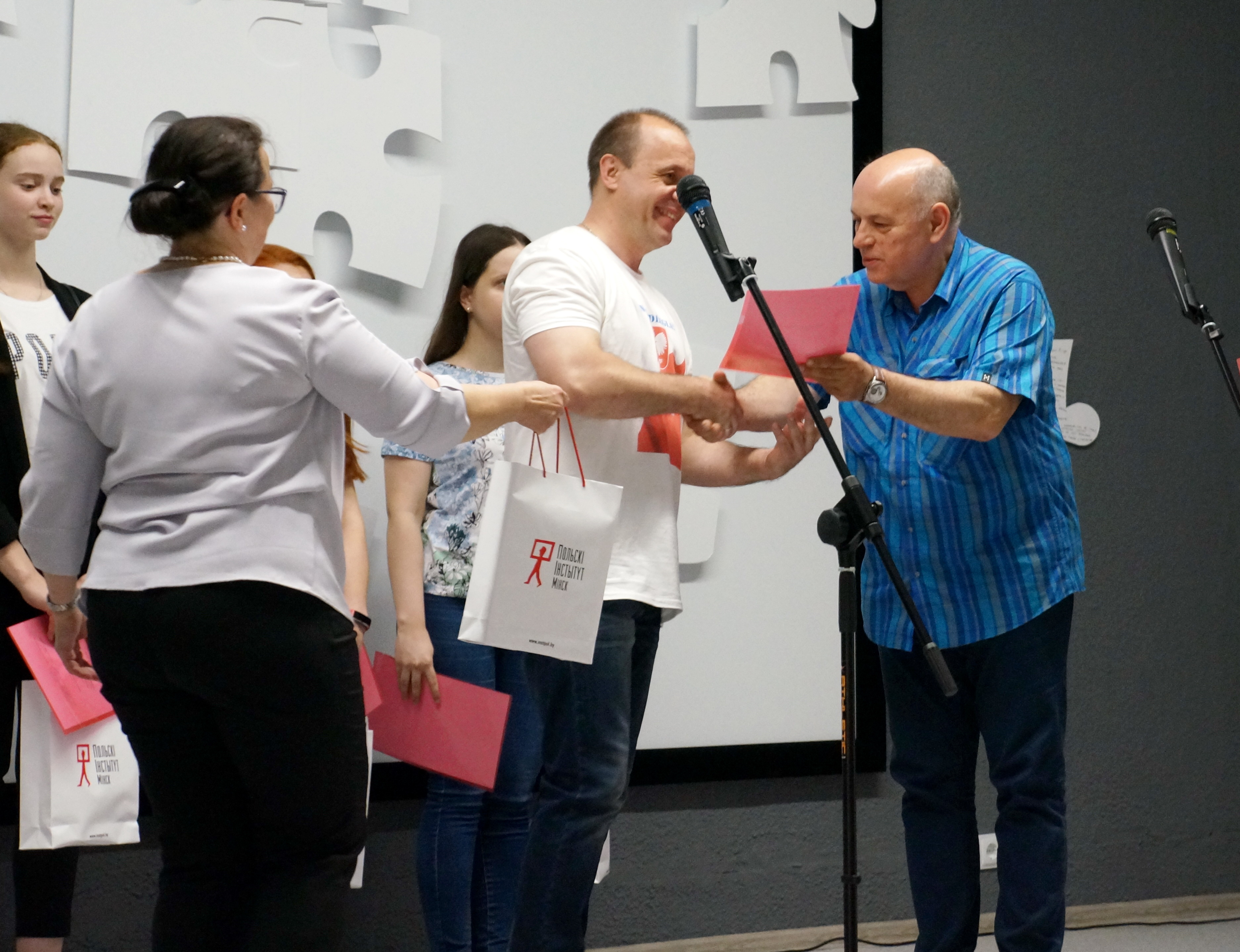
Uroczyste wręczenie zaświadczenia о ukończeniu kursów języka polskiego z rąk Dyrektora Instytutu Polskiego w Mińsku, Radcy Ministra Ambasady RP w RB C. Karpińskiego (2019)

Jest synem Leonida (potomka rodu Gruszeckich herbu Lubicz) i Lubowi z d. Żukowa. W 1996 r. ukończył Republikański Instytut Kształcenia Zawodowego (RIKZ) pracą „Zarządzanie przedsiębiorstwem w warunkach gospodarki rynkowej” (kwalifikacje „Menedżer-przedsiębiorca”). Następnie pracował w Zakładzie Środków Kompleksowej Automatyzacji SNP „Granat”, w którym był menedżerem działu marketingu.
W 2019 roku ukończył dwuletnie kursy języka polskiego w Instytucie Polskim w Mińsku  wśród  absolwentów osiągających najlepsze wyniki.
Od 4 września 2020 członek Rozszerzonego składu Rady Koordynacyjnej.

### Działalność skautowa
W sierpniu 1989 r. zorganizował pierwszą drużynę skautową. Utworzona drużyna przyjęła nazwę „Kosynierzy”, na cześć kosynierów Konstantego Kalinowskiego. Była to pierwsza próba odrodzenia białoruskiego skautingu. Na początku 1991 r. Gruszecki wydał pierwszą współczesną białoruską skautową gazetę „Skaut Białorusi”.
W 1991 r. Gruszecki był pierwszym (i na ten czas jedynym) białoruskim skautem, który reprezentował Białoruś na XVII Światowym Skautowym Jamboree (zlot skautów), który trwał od 8 do 16 sierpnia 1991 r. w Korei Południowej.
W 1992 r. stał się jednym z organizatorów Założycielskiego Sejmu „Stowarzyszenia Białoruskich Skautów”. 21 marca 1992 r., podczas Założycielskiego Sejmu, Oleg Gruszecki wybrany został członkiem Rady „SBS”. 14 sierpnia 1992 r. zdał egzaminy i otrzymał tytuł instruktora skautowego. 15 listopada 1992 r. na zebraniu mińskiej chorągwi imienia Witolda Kiejstutowicza został wybrany członkiem Rady Mińskiej Chorągwi.

### Działalność twórcza

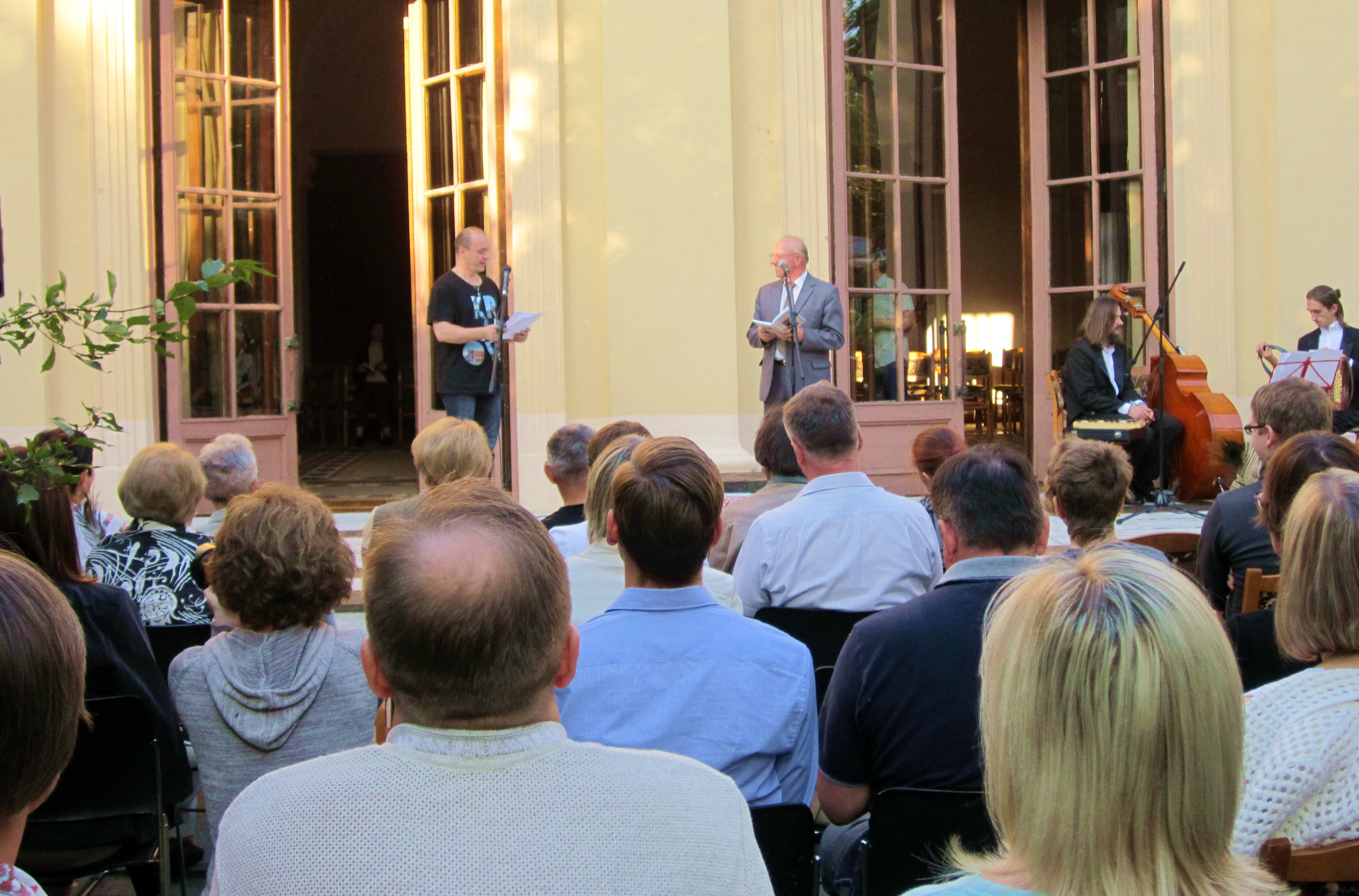
Narodowe Czytanie w Mińsku. Oleg Gruszecki czyta swoją rolę z Wiceministrem Kultury Republiki Białorusi Panem Tadeuszem Strużeckim (2017)

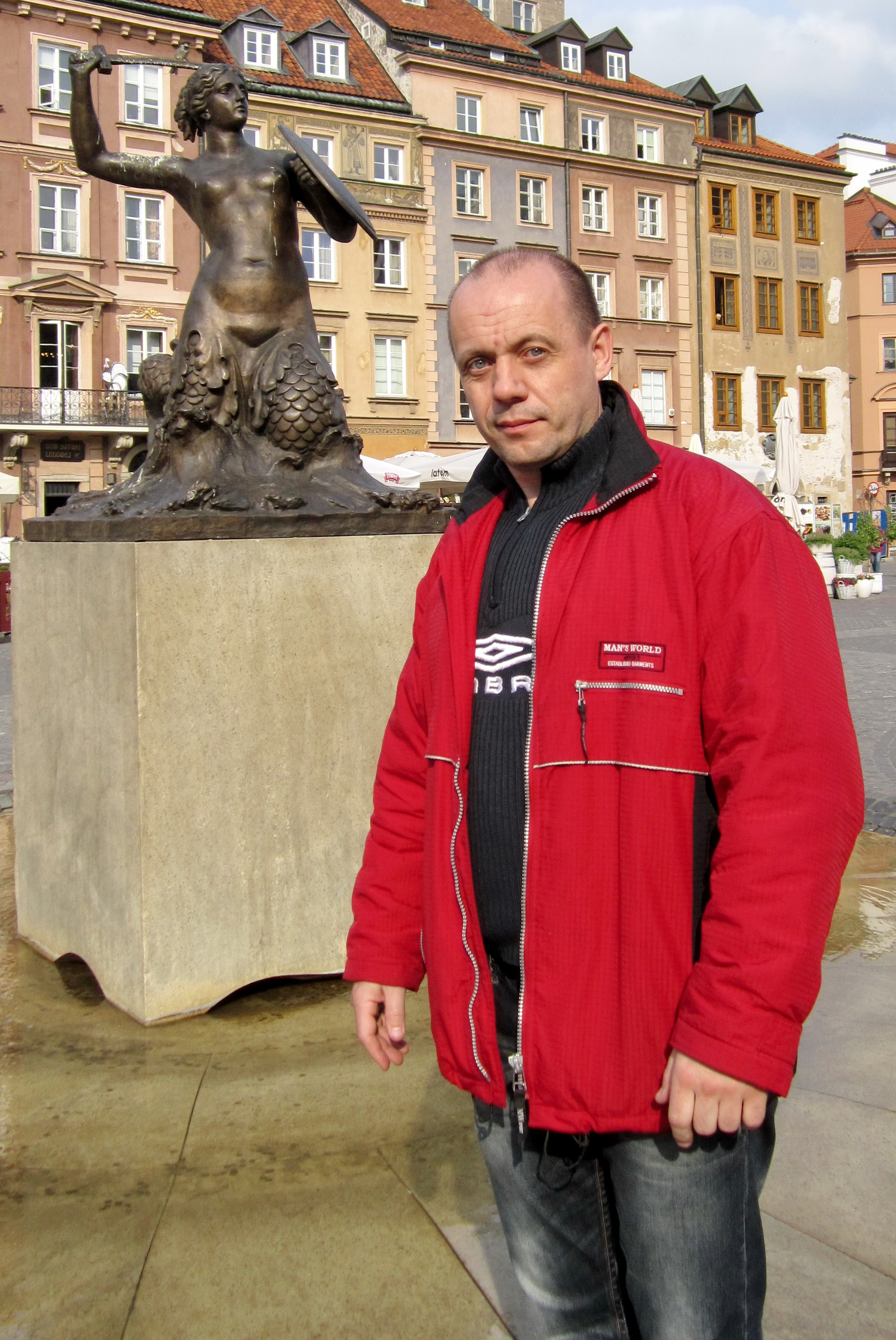
Obok Warszawskiej Syrenki (2017)

W młodości amatorsko zajmował się rysowaniem, studiował u białoruskiego rzeźbiarza Henika Łojki (autor pomnika Tadeusza Kościuszki na Białorusi).
Od 1992 r. pisał bardowskie i skautowe piosenki. W 1993 r. wystąpił na „III Białoruskim Festiwalu Bardowskiej Piosenki” (poświęconym bitwie orszańskiej). Po festiwalu został zaproszony do nagrania swoich piosenek w „BiełRadyjo”. Jego piosenki, jako wiersze, po raz pierwszy zostały wydrukowane w czasopiśmie „Першацвет” (Nr 3, 1994).
Gruszecki pisze bajki, fantasy i wiersze w języku białoruskim, współpracuje z licznymi białoruskimi mediami. Swoje utwory oraz artykuły na tematy literaturoznawstwa, biograficzne i publicystyczne publikuje w białoruskich gazetach: „Litaratura i mastactwa”, „Nastaunickaja hazieta”, „Kultura”, „Zwiazda”, „Biełorusskaja niwa” („Sielskaja gazieta”), „Narodnaja Wola”, „Nowy Czas”, oraz polskiej „Gazecie Polskiej Codziennie”, polonijnej „Słowo Polskie”, a także w czasopismach „Maładosć”, „Wiasiołka”, „Pierszacwiet”, „Rodnaje słowa”, polskim miesięczniku historycznym „Mówią Wieki”, polskim roczniku naukowo-historycznym „Rocznik Lubelski”.
We wrześniu 2017 r. wziął udział w pierwszych polsko-białoruskich czytaniach w ramach polskiej akcji społecznej Narodowe Czytanie.
We wrześniu 2020 r. poparł apel białoruskich pisarzy dziecięcych przeciwko fałszerstwom wyborczym i aktom przemocy ze strony władz białoruskich oraz z wymogiem przywrócenia prawa. W listopadzie 2020 r. podpisał się pod otwartym apelem białoruskiej społeczności pisarskiej (organizowanym przez Związek Pisarzy Białoruskich) „Dosyć przemocy, przyjmijcie wolę ludu!”, w którym również potępiono przemoc i represje ze strony władz białoruskich, a także zawierał  wymóg, by władze uznały  porażki i przyjęły wolę narodu.

## Twórczość

### Książki
- „Kraj Pomiary” (biał. „Краіна Вымярэнія”; 2019) – bajka edukacyjna o sposobach i jednostkach miary.  W 2019 r. książka znalazła się w TOP–10 najlepszych książek dla dzieci w języku białoruskim[20]. W 2020 r. książka znalazła się w TOP–12 najlepszych białoruskich wydani dla dzieci[21].
- „Rycerz Janka i królewna Milena. Tajemnicze królestwo” (biał. „Рыцар Янка і каралеўна Мілана. Таямнічае каралеўства”; 2021) – fantasy na podstawie mitologii białoruskiej[22].
- „Rycerz Janka i królewna Milena. Królestwo potrzebuje bohaterów” (biał. „Рыцар Янка і каралеўна Мілана. Каралеўству патрэбны героі”; 2022) – kontynuacja przygodowego fantasy[23].
- „Rycerz Janka i królewna Milena. Ogień i lód” (biał. „Рыцар Янка і каралеўна Мілана. Агонь і лёд”; 2023) – ostatnia część trylogii[24].

### W zbiorach
- Żołnierz i wężałka // Panna młoda dla Bazylego: bajki (biał. „Жаўнер i вужалка // Нявеста для Базыля: казкі ”; 2017).
- Dzieci wychowywał w miłości do książek. O nauczycielu Janku Maurze / / Janka Maura. Nasz wieczny Robinson: pociągnięcia do portretu (biał. „Дзяцей ён выхоўваў у любові да кніг. Пра педагога Янку Маўра // Янка Маўр. Наш вечны рабінзон: штрыхі да партрэта”; 2018).
- Szynszyla (wiersz-łamaniec językowy) // Czytanie literackie. Klasa 4. Czytamy razem z bociankiem (Program szkolny) (biał. „Шыншыла (верш-скарагаворка) // Літаратурнае чытанне. 4 клас. Чытаем разам з буслікам. (Школьная праграма)”; 2020).

### Bajki (opublikowane)
- „Zmyślny kot i szlachecki syn” (biał. „Цямлівы кот і шляхецкі сын”; 2015)
- „Żołnierz i wężałka” (biał. „Жаўнер і вужалка”; 2015)
- „Księżniczka i czarny byk” (biał. „Каралеўна і чорны бык”; 2015)
- „Smok wawelski” (biał. „Вавельскі цмок”; 2016; autorski przekład legendy „Smok wawelski”)
- „Smok lepelski” (biał. „Лепельскі цмок”; 2016)
- „Warszawska Syrenka” (biał. „Варшаўская сірэнка”; 2017; autorski przekład legendy o „warszawskiej syrence”)
- „Smok miński” bajki (biał. „Мінскі цмок”; 2020)

### Tłumaczenia z języka polskiego na białoruski
- „Казуха Ілгуха” („Kozucha Kłamczucha”; 2016)

## Filmografia
- 2015: „GaraSz” – mechanik samochodowy
- 2016: „PARTY-zan” – żołnierz, mieszkaniec przygranicznego rejonu

## Nagrody

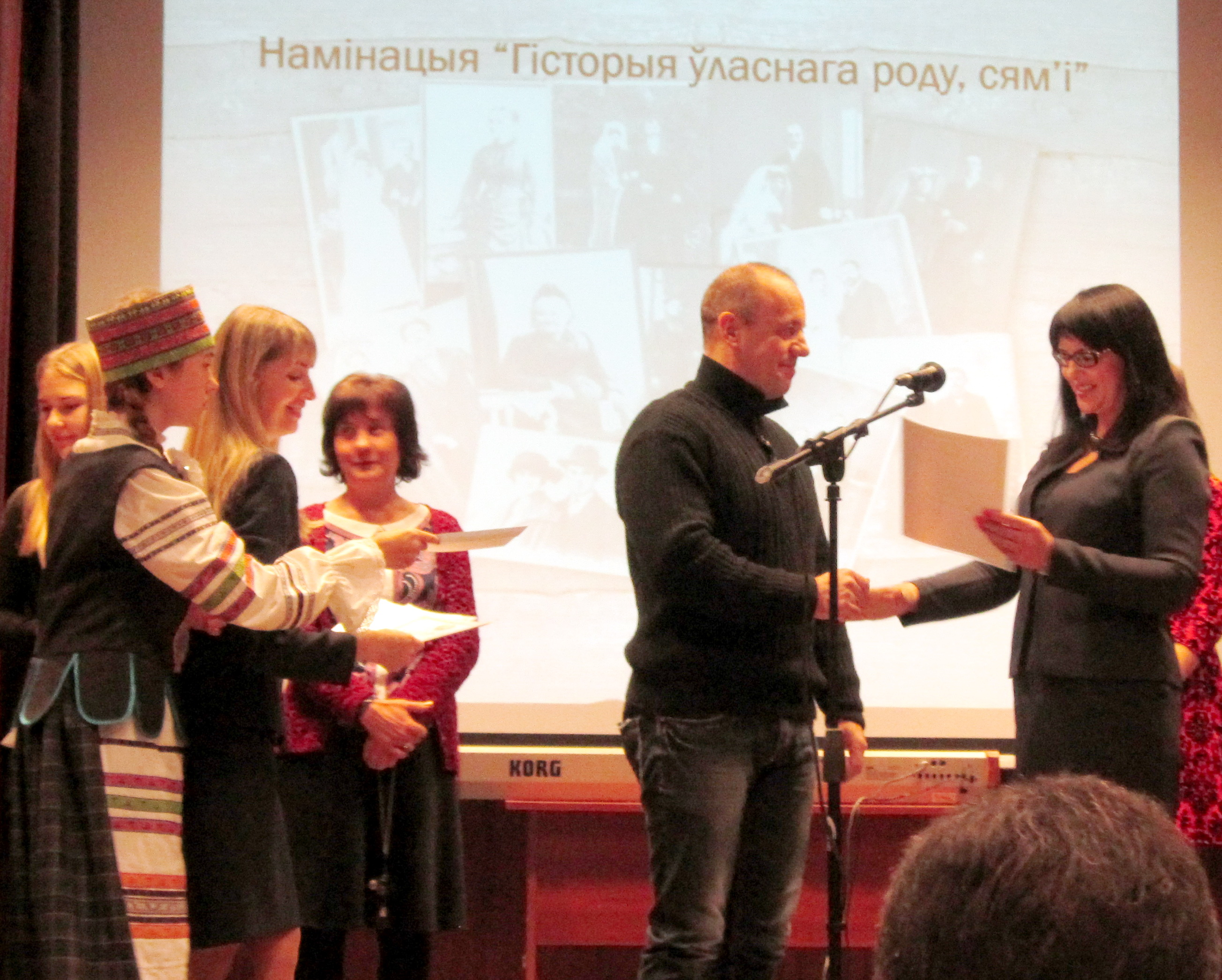
O. Gruszecki na ceremonii wręczenia nagród w konkursie prac naukowo-badawczych „Pamięć rodu: przeszłość oczami współczesnych”. Nagrodę wręcza szef urzędu do spraw młodzieży Ministerstwa Edukacji (2016)

- 2015: II miejsce w konkursie „Towarzystwa Języka Białoruskiego” na temat „Nauki humanistyczne. Personalia”, za artykuł „Białoruskie fantasy”[25][26].
- 2016: Dyplom I stopnia w konkursie prac naukowo-badawczych „Pamięć rodu: przeszłość oczami współczesnych” na temat „Historia własnego rodu, rodziny” (organizator – naukowo-metodyczne czasopismo Ministerstwa Edukacji Białorusi „Rodnaje słowa”[27]).
- 2017: I miejsce w konkursie „Kulturowy kąt” gazety „Litaratura i mastactwa”[28].

## Życie prywatne
Jest katolikiem. Jest żonaty. Ma troje dzieci: dwóch synów i córkę – Aleksego, Wadima i Marię. Obaj synowie zakończyli Mińską Szkołę Kadetów Nr 2. Córka Maria w październiku 2017 roku w wieku 5 lat brała udział w Konkursie Recytatorskim im. Adama Mickiewicza „KRESY 2017” (wystąpiła jako najmłodsza uczestniczka konkursu), w 2018 roku zajęła III miejsce w kategorii do 6 lat na VIII Międzynarodowym Konkursie Plastycznego pt. „Wolność jest w nas! Dumni ze swojej Niepodległej!” (pod Patronatem Honorowym Ministra Kultury i Dziedzictwa Narodowego).